# Цуцзюй
Цуцзю́й (кит. упр. 蹴鞠, пиньинь cùjú, палл. цуцзюй, [tsʰuː˥˩ tɕy˧˥], досл. толкни мяч)

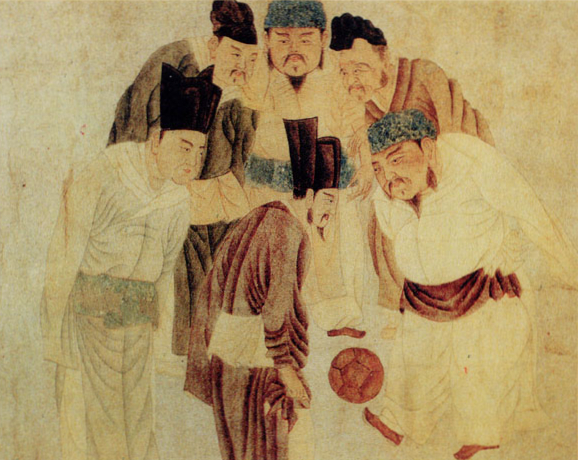
Картина Цянь Сюаня «Император Тай-цзу играет в Цуцзюй» из коллекции Шанхайского музея

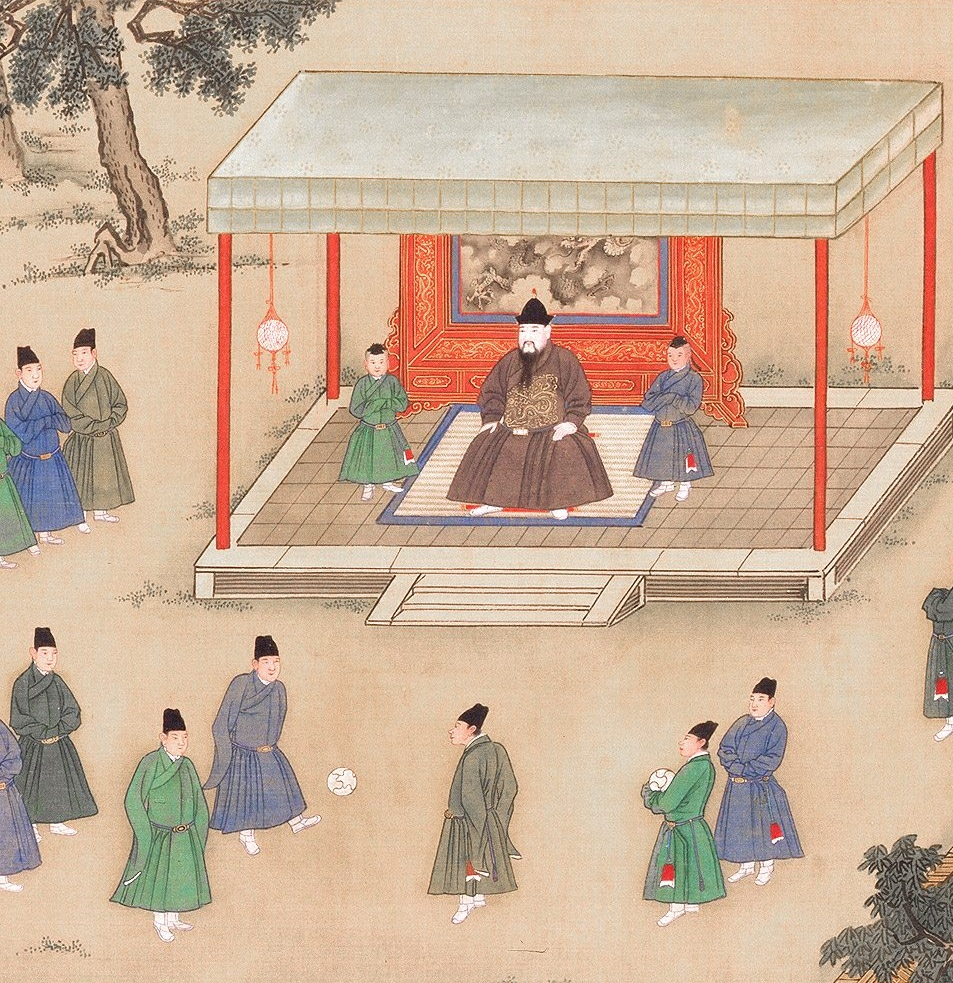
Император Юнлэ (правление 1402—1424) смотрит на дворцовых евнухов, играющих в цуцзюй

— старинная китайская игра с мячом, напоминающая современный футбол. В неё играли также в Корее (местное название — чукгук). В Японии существует игра кэмари, на которую оказала влияние цуцзюй. В 2004 году представитель ФИФА официально заявил, что цуцзюй — наиболее древняя из известных предшественниц современного футбола.